# Grodkowo (województwo warmińsko-mazurskie)
Grodkowo (niem. Maxhof) – osada w Polsce położona w województwie warmińsko-mazurskim, w powiecie giżyckim, w gminie Wydminy.
W latach 1975–1998 miejscowość administracyjnie należała do województwa suwalskiego.

## Historia
Wieś powstała w 1858 roku jako majątek ziemski wydzielony ze wsi Siedliska. Majątek w tym czasie miał powierzchnię 216 ha. W latach 1912–1918 należał do Walentego Winieckiego.